# Heinkel He 46
Die Heinkel He 46 war ein deutscher Nahaufklärer der Ernst Heinkel Flugzeugwerke.

## Konstruktion und Einsatz
Entworfen 1931 als Beobachtungsflugzeug für die Artillerie, war die He 46 ein abgestrebter Hochdecker in Gemischtbauweise mit einem starren Normalfahrwerk. Die Flügel bestanden aus Holz, der Rumpf aus einem Stahlrohrgerüst, jeweils mit Stoff bespannt. Der Pilot und der Beobachter saßen hintereinander in offenen Sitzen. Der Beobachter hatte ein MG 15 als Abwehrbewaffnung zur Verfügung. Die He 46 wurde zunächst in Spanien bei der Legion Condor eingesetzt (spanischer Spitzname der He 45 und He 46 „Pavo“, d. h. „Truthahn“) und war bis 1944 in Dienst bei der Luftwaffe.
Am 1. März 1940 hatte die Luftwaffe noch 316 von 443 an die Luftwaffe gelieferten Flugzeugen im Bestand. Der Einsatz im Krieg erfolgte ab 1940 als Schleppflugzeug für den Lastensegler DFS 230 und ab 1942 in den Störkampfstaffeln der Ostfront. Am 31. Januar 1944 betrug der Bestand noch 65 Flugzeuge, fast alle bei Verbänden. Bis September 1944 wurde das Flugzeug ausgemustert und verschrottet.

## Produktionszahlen

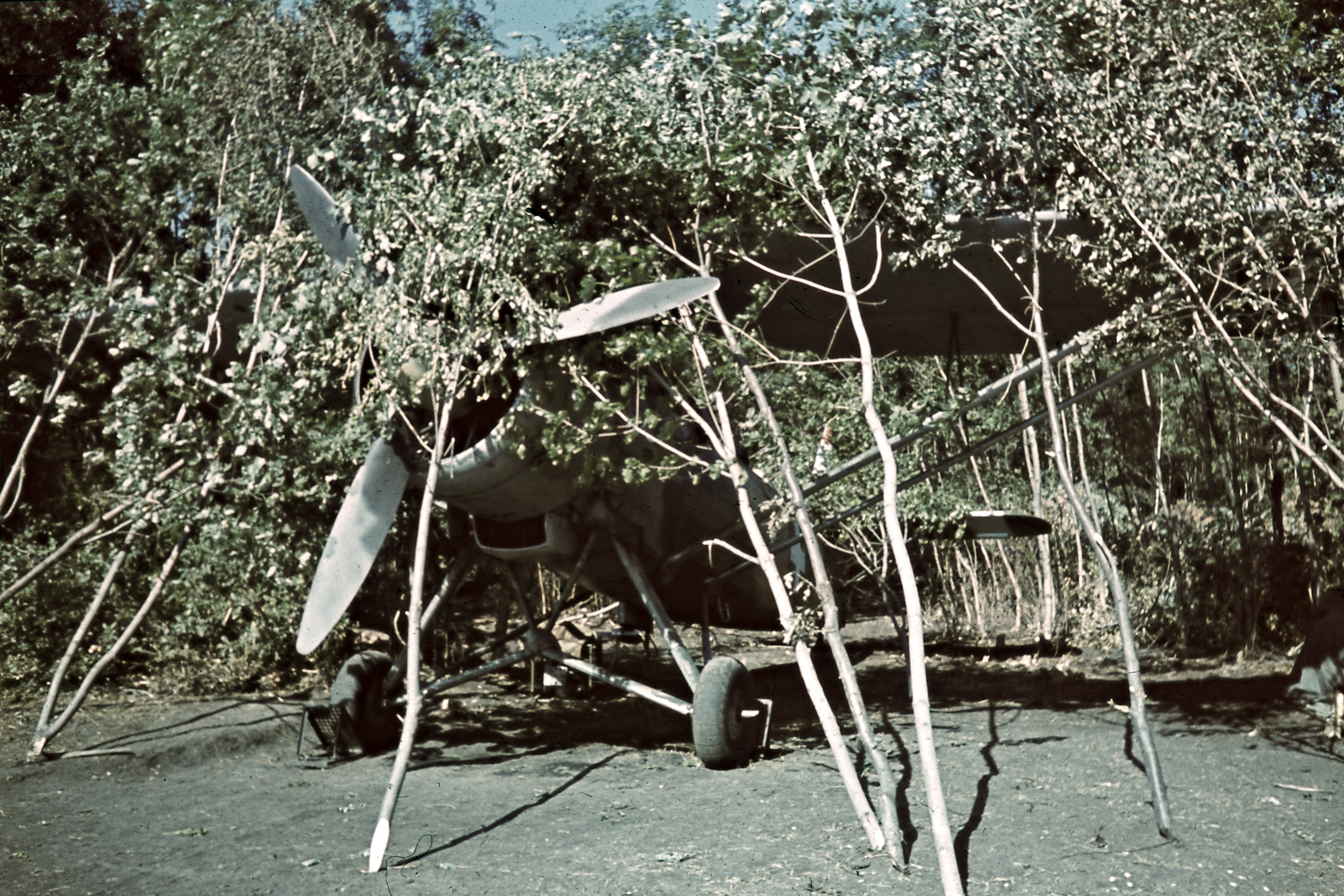
Getarnte ungarische He 46 e, 1942

Die Serienproduktion der He 46 begann bereits im April 1934 und endete im Dezember 1936. 1938 wurden für Ungarn noch 36 Flugzeuge gebaut.
| Hersteller        | Summe |
| ----------------- | ----- |
| EHF               | 233   |
| GFW               | 12    |
| Gotha             | 24    |
| Flugzeugbau Halle | 129   |
| MIAG              | 83    |
| Summe             | 481   |

## Baureihen

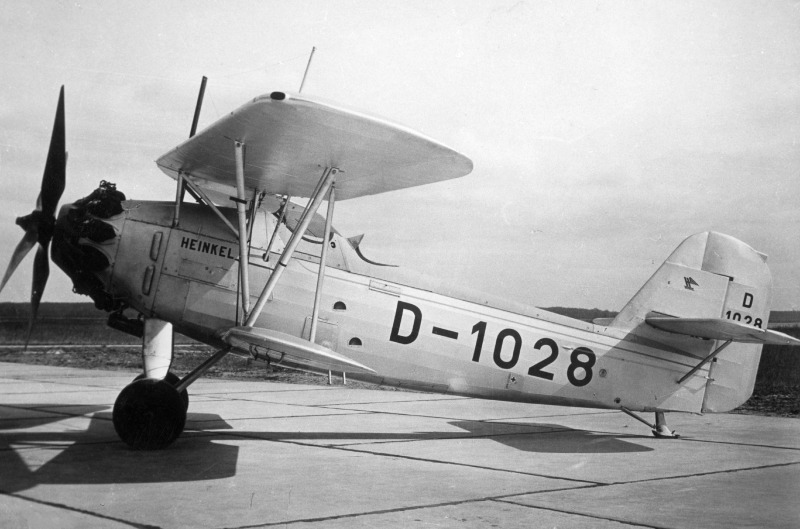
Der zweite, noch als Doppeldecker ausgelegte Prototyp HD 46 b

- HD 46 a: Erster Prototyp. Als Doppeldecker mit einem Siemens-Jupiter-Sternmotor mit 450 PS entworfen, später zum Hochdecker umgebaut.
- HD 46 b: Zweiter Prototyp mit einem BMW-Bramo-Sternmotor mit 650 PS. Ebenfalls vom Doppel- zum Hochdecker umgebaut
- He 46 c: Erste Serienausführung, analog He 46 c mit militärischer Ausrüstung.
  - He 46 c-1
  - He 46 c-2
- He 46 d: einmalige Sonderausführung.
- He 46 e: einmalige Sonderausführung mit NACA-Haube.
  - He 46 e-1
  - He 46 e-2
  - He 46 e-3
- He 46 f: Versuchsausführung mit NACA-Haube, Motor Armstrong Siddeley Panther und ohne Bewaffnung.
  - He 46 f-1
  - He 46 f-2

## Technische Daten

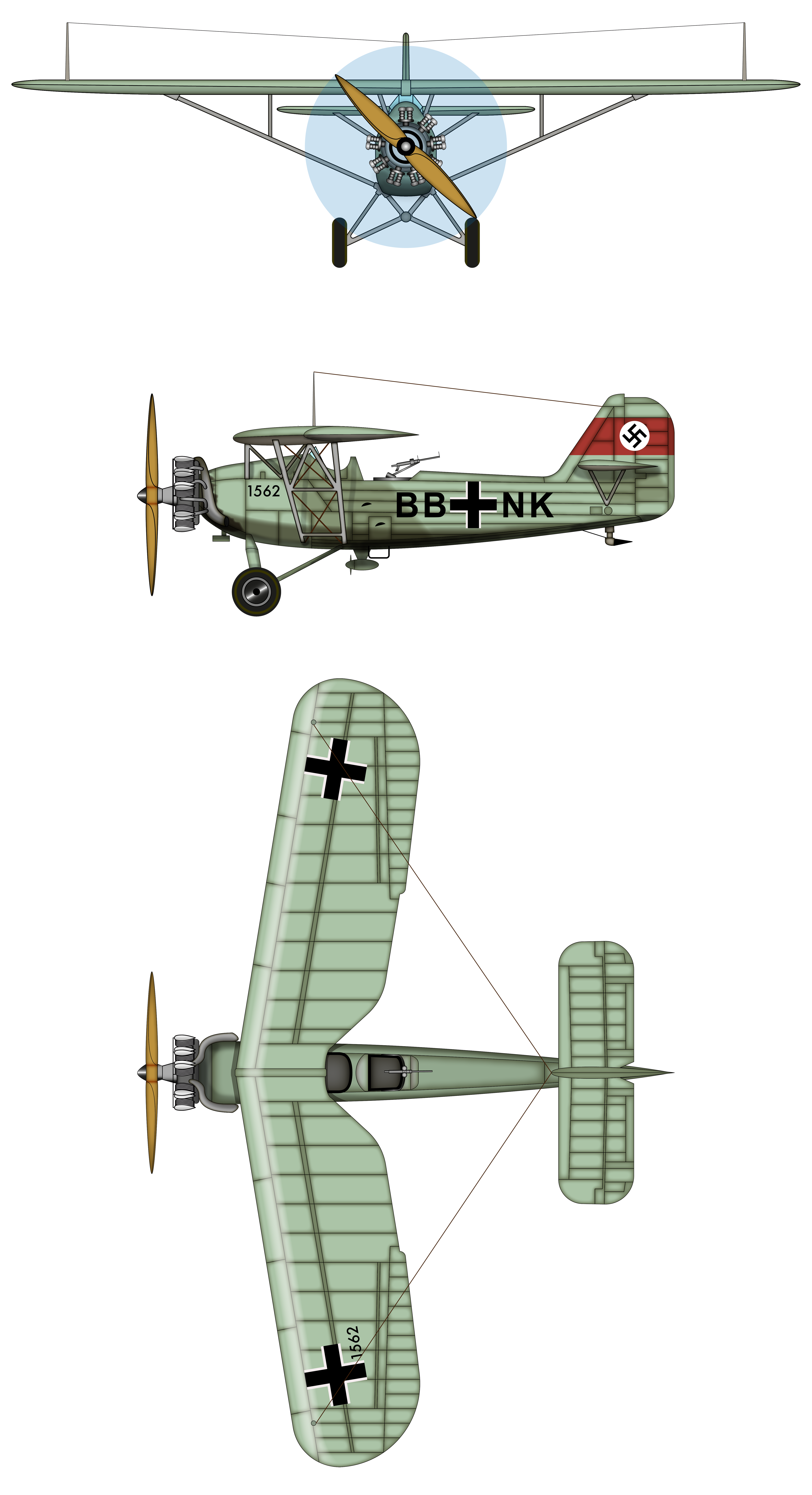
Dreiseitenansicht

| Kenngröße                  | Daten (Heinkel He 46 c-1)                                                                                 | Daten (Heinkel He 46 D-1)                                                                                 |
| -------------------------- | --- | --- |
| Besatzung                  | 1 Pilot und 1 Beobachter/Schütze                                                                          | 1 Pilot und 1 Beobachter/Schütze                                                                          |
| Länge                      | 9,5 m | 9,5 m |
| Spannweite                 | 14,0 m bei 10° Pfeilung                                                                                   | 14,0 m bei 10° Pfeilung                                                                                   |
| Höhe                       | 3,4 m | 3,4 m |
| Flügelfläche               | 32,2 m²                                                                                                   | 32,2 m²                                                                                                   |
| Flügelstreckung            | 6,1 | 6,1 |
| Flächenbelastung           | | 71,7 kg/m²                                                                                                |
| Leistungsbelastung         | | 3,54 kg/PS                                                                                                |
| Leermasse                  | 1765 kg                                                                                                   | 1465 kg                                                                                                   |
| Rüstmasse                  | | 1765 kg                                                                                                   |
| max. Startmasse            | 2300 kg                                                                                                   | 2300 kg                                                                                                   |
| Höchstgeschwindigkeit      | 250 km/h                                                                                                  | 250 km/h in Bodennähe 260 km/h in 800 m Höhe 255 km/h in 2000 m Höhe 245 km/h in 4000 m Höhe              |
| Marschgeschwindigkeit      | | 210 km/h in Bodennähe 220 km/h in 800 m Höhe 215 km/h in 2000 m Höhe 195 km/h in 4000 m Höhe              |
| Landegeschwindigkeit       | | 95 km/h                                                                                                   |
| Dienstgipfelhöhe           | 6000 m | 6000 m |
| Reichweite                 | 1000 km                                                                                                   | 600 km in 2000 m Höhe bei Vmax 800 km in 2000 m Höhe bei Vmarsch 1050 km (optimal)                        |
| Steigzeit                  | | 2,6 min auf 1000 m Höhe 5,5 min auf 2000 m Höhe 9,5 min auf 3000 m Höhe 16,0 min auf 4000 m Höhe          |
| Startrollstrecke           | | 180 m |
| Startstrecke bis 15 m Höhe | 290 m | |
| Landestrecke aus 15 m Höhe | 280 m | |
| Triebwerk                  | 1 × Sternmotor SAM 22/Bramo 322B mit 670 PS (ca. 490 kW) und starrer Zweiblatt-Holzluftschraube (⌀ 3,7 m) | 1 × Sternmotor SAM 22/Bramo 322B mit 670 PS (ca. 490 kW) und starrer Zweiblatt-Holzluftschraube (⌀ 3,7 m) |
| Bewaffnung                 | 1 × 7,92-mm-MG 15 20 × 10 kg SC-10-Bomben oder 4 × 50-kg-Bomben                                           | 1 × 7,92-mm-MG 15 20 × 10 kg SC-10-Bomben oder 4 × 50-kg-Bomben                                           |